# Систем
Систем (од латинског systēma, узетог од грчког ) представља скуп елемената, реалних или апстрактних, представљених као целина, где сваки елементи међусобно интереагују, повезани са бар једним другим елементом, и сви заједно служе заједничкој сврси. Било који објекат који није у вези са било којим другим објектом система не представља део тог система, већ окружење система. Подсистем представља скуп елемената који су систем за себе, али и део већег система.

## Етимологија
Термин систем потиче од латинске речи systēma, која је проистекла из грчке речи σύστημα systēma: „цео концепт сачињен од више делова или чланова, систем“, дословно „композиција“.

## Историја
Према Маршалу Маклуану,

„Систем“ значи „нешто да се погледа“. Мора се имати веома висок визуелни градијент да би се имала систематизација. Међутим у филозофији, пре Декарта, није постојао „систем“. Платон није имао „систем“. Аристотел није имао „систем”.

У 19. веку француски физичар Никола Леонард Сади Карно, који је проучавао термодинамику, био је пионир у развоју концепта система у природним наукама. Године 1824, проучавао је систем који је назвао радном супстанцом (обично тело водене паре) у парним машинама, у погледу способности система да обавља рад када се топлота примени на њега. Радна супстанца је могла бити стављена у контакт или са котлом, са хладним резервоаром (млазом хладне воде) или са клипом (на коме би радно тело могло да обавља рад притиском на њега). Године 1850, немачки физичар Рудолф Клаузијус је генерализовао ову слику тако да укључи концепт околине и почео да користи термин радно тело када се односи на систем.
Биолог Лудвиг фон Берталанфи постао је један од пионира опште теорије система. Године 1945, увео је моделе, принципе и законе који се примењују на генерализоване системе или њихове подкласе, без обзира на њихову посебну врсту, природу њихових саставних елемената и однос или 'силе' између њих.
Норберт Винер и Рос Ешби, који су били пионири употребе математике за проучавање система, извршили су значајан развој у концепту система..
Осамдесетих година двадесетог века Џон Хенри Холанд, Мари Гел-Ман и други сковали су термин комплексни адаптивни систем на интердисциплинарном Санта Фе институту.